# Lică Movilă
Lică Stavarache Movilă (ur. 21 października 1961 w Braile) – rumuński piłkarz występujący na pozycji obrońcy lub pomocnika, reprezentant Rumunii w latach 1983–1987.

## Kariera klubowa
Grę w piłkę nożną rozpoczął w 1975 roku w Liceul de Fotbal din Bacău, gdzie szkolił się do gry na pozycji ofensywnego pomocnika. W 1978 roku przeniósł się do akademii SC Bacău. 21 czerwca 1981 – w ostatnim spotkaniu sezonu 1980/81 – zadebiutował w Divizii A w meczu z Argeșem Pitești, przegranym 2:5. W sezonie 1982/83 stał się graczem podstawowego składu. Łącznie zanotował w barwach SC Bacău 19 ligowych występów, w których zdobył 3 gole.
Na początku 1983 roku przeniósł się do drużyny mistrza Rumunii FC Dinamo Bukareszt. Tam zaczął grywać na pozycji defensywnego pomocnika, skrzydłowego lub obrońcy. W sezonie 1982/83 wywalczył ze swoim klubem mistrzostwo kraju. 14 września 1983 zaliczył pierwszy występ w europejskich pucharach w spotkaniu z FC Kuusysi (1:0) w Pucharze Europy 1983/84. W edycji tej dotarł on ze swoim zespołem do półfinału, w którym Dinamo uległo Liverpool FC (0:1, 1:2). W pierwszym meczu został on w nieprzepisowy sposób uderzony w twarz przez Graeme Sounessa, co spowodowało u niego złamanie żuchwy. Movilă został hospitalizowany, a arbiter, który nie widział zdarzenia, nie ukarał Sounessa. W krajowych rozgrywkach w sezonie 1983/84 Movilă wywalczył ze swoim zespołem dublet. W 1986 roku zdobył drugi w karierze Puchar Rumunii. W 1988 roku wystąpił w kolejnym meczu finałowym o Puchar Rumunii, przegranym 1:2 ze Steauą Bukareszt. Z powodu nieuznania bramki Gavrila Balinta gracze Steauy opuścili w geście protestu boisko, przez co trofeum nie zostało oficjalnie przyznane. Miesiąc później Movilă z powodu niezadowolenia ze współpracy z trenerem Mirceą Lusescu odszedł z klubu. Łącznie w latach 1983–1988 rozegrał w barwach Dinama 138 meczów w Divizii A i strzelił 17 goli.
Otrzymał propozycję gry w Victorii Bukareszt, jednak ostatecznie został graczem Flacăry Moreni. W sezonie 1988/89 zajął z tą drużyną 4. miejsce w tabeli – najwyższe w historii klubu. Po jednym roku opuścił zespół, gdyż trenerowi Ionowi Nunweillerowi nie podało się to, że Movilă nie chciał przeprowadzić się do Moreni z Bukaresztu. W sezonie 1989/90 występował on w Universitatei Kluż, prowadzonej początkowo przez jego kolęgę klubowego z Dinama Bukareszt – Cornela Dinu. Na początku 1991 roku został zawodnikiem Zimbrula Kiszyniów (Pierwaja Liga ZSRR). Rozegrał w barwach tego zespołu 23 ligowe spotkania, w których strzelił 2 gole. Po puczu moskiewskim w obawie o własne bezpieczeństwo postanowił wyjechać z kraju. W grudniu 1991 roku podpisał kontrakt z Hapoelem Beer Szewa. 7 stycznia 1992 zadebiutował w Liga Leumit w wygranym 2:1 meczu z Hapoelem Petach Tikwa, w którym zdobył bramkę. Po rozegraniu 6 ligowych spotkań doznał złamania kostki, po którym przeszedł operację i opuścił klub. Podczas usuwania wkrętów w Rumunii lekarz oznajmił mu, że zabieg nie był konieczny i że uniemożliwi mu to dalszą grę.

## Kariera reprezentacyjna
31 sierpnia 1982 zadebiutował w reprezentacji Rumunii U-21 w meczu z Danią, wygranym 2:1. Ogółem w latach 1982–1983 rozegrał w kadrze U-21 6 spotkań. 26 kwietnia 1983 zadebiutował w reprezentacji olimpijskiej w meczu z Holandią (3:0), rozegranym w Râmnicu Vâlcea. Występował w niej w latach 1983–1987 i zanotował 5 spotkań i zdobył 1 bramkę. 
1 czerwca 1983 zadebiutował w seniorskiej reprezentacji Rumunii prowadzonej przez Mirceę Lucescu w towarzyskim meczu z Jugosławią (0:1). W spotkaniu tym wszedł on na boisko w 70. minucie, zastępując Gheorghe Mulțescu. 7 września 1983 zdobył jedyną bramkę w drużynie narodowej w towarzyskim meczu przeciwko Polsce w Krakowie (2:2). Ogółem w latach 1983–1987 Movilă zaliczył w reprezentacji 14 występów i strzelił 1 gola.

### Bramki w reprezentacji
| Lp. | Data            | Miejsce                 | Przeciwnik | Bramka | Rezultat | Ranga meczu     |
| --- | --------------- | ----------------------- | ---------- | ------ | -------- | --------------- |
| 1.  | 7 września 1983 | Stadion Miejski, Kraków | Polska     | 1:0    | 2:2      | Mecz towarzyski |

## Statystyki klubowe
| Klub                | Sezon             | Liga               | Liga  | Liga   | Puchar kraju | Puchar kraju | Puchar ligi | Puchar ligi | Europa | Europa | Inne  | Inne   | Razem | Razem  |
| Klub                | Sezon             | Liga               | Mecze | Bramki | Mecze        | Bramki       | Mecze       | Bramki      | Mecze  | Bramki | Mecze | Bramki | Mecze | Bramki |
| ------------------- | ----------------- | ------------------ | ----- | ------ | ------------ | ------------ | ----------- | ----------- | ------ | ------ | ----- | ------ | ----- | ------ |
| SC Bacău            |                   |                    |       |        |              |              |             |             |        |        |       |        |       |        |
| 1980/1981           | Divizia A         | 1                  | 0     | 0      | 0            | —            | —           | —           | —      | —      | —     | 1      | 0     |        |
| 1981/1982           | Divizia A         | 6                  | 0     | 1      | 0            | —            | —           | —           | —      | —      | —     | 7      | 0     |        |
| 1982/1983           | Divizia A         | 12                 | 3     | 0      | 0            | —            | —           | —           | —      | —      | —     | 12     | 3     |        |
| Ogólnie             | Ogólnie           | 19                 | 3     | 1      | 0            | 0            | 0           | 0           | 0      | 0      | 0     | 20     | 3     |        |
| FC Dinamo Bukareszt | 1982/1983         | Divizia A          | 16    | 4      | 4            | 0            | —           | —           | —      | —      | —     | —      | 20    | 4      |
| FC Dinamo Bukareszt | 1983/1984         | Divizia A          | 19    | 1      | 2            | 1            | —           | —           | 7      | 1      | —     | —      | 28    | 3      |
| FC Dinamo Bukareszt | 1984/1985         | Divizia A          | 27    | 4      | 4            | 0            | —           | —           | 4      | 1      | —     | —      | 35    | 5      |
| FC Dinamo Bukareszt | 1985/1986         | Divizia A          | 31    | 4      | 5            | 2            | —           | —           | 2      | 0      | —     | —      | 38    | 6      |
| FC Dinamo Bukareszt | 1986/1987         | Divizia A          | 27    | 3      | 4            | 0            | —           | —           | 2      | 0      | —     | —      | 33    | 3      |
| FC Dinamo Bukareszt | 1987/1988         | Divizia A          | 18    | 1      | 4            | 1            | —           | —           | 1      | 0      | —     | —      | 23    | 2      |
| FC Dinamo Bukareszt | Ogólnie           | Ogólnie            | 138   | 17     | 23           | 4            | 0           | 0           | 16     | 2      | 0     | 0      | 177   | 23     |
| Flacăra Moreni      | 1988/1989         | Divizia A          | 23    | 2      | 1            | 0            | —           | —           | —      | —      | —     | —      | 24    | 2      |
| Universitatea Kluż  | 1989/1990         | Divizia A          | 19    | 1      | 0            | 0            | —           | —           | —      | —      | —     | —      | 19    | 1      |
| Zimbrul Kiszyniów   | 1991              | Pierwaja Liga ZSRR | 23    | 2      | 1            | 0            | —           | —           | —      | —      | —     | —      | 24    | 2      |
| Hapoel Beer Szewa   | 1991/1992         | Liga Leumit        | 6     | 1      | 0            | 0            | —           | —           | —      | —      | —     | —      | 6     | 1      |
| Ogółem w karierze   | Ogółem w karierze | Ogółem w karierze  | 228   | 26     | 26           | 4            | 0           | 0           | 16     | 2      | 0     | 0      | 270   | 32     |

## Sukcesy
FC Dinamo Bukareszt
- mistrzostwo Rumunii: 1982/83, 1983/84
- Puchar Rumunii: 1983/84, 1985/86

## Życie prywatne
Wychował się w Braile w dzielnicy Chercea, gdzie jego ojciec prowadził warsztat stolarski. Ma dwóch starszych braci. Jest żonaty z Lăcrămioarą Movilą, z którą ma syna Cătălina. Po zakończeniu kariery piłkarskiej Movilă przez 12 lat służył w policji. Odszedł na emeryturę w stopniu pułkownika. W sierpniu 2023 roku został w Bukareszcie złapany przez policję na jeździe motorowerem pod wpływem alkoholu. Został skazany przez sąd na 1 rok więzienia w zawieszeniu na 2 lata oraz 30 godzin prac społecznych.